# ニチエンプロダクション
ニチエンプロダクションは、日本のアナウンサーを中心にマネジメントする芸能事務所である。

## 概要
法人ではなく、日本テレビホールディングスの完全子会社である日テレイベンツの社内部署。主に日テレ系列局を退社したアナウンサーを中心に、タレント・歌手・スポーツ選手など、幅広いジャンルの人財マネージメントを行っている。
「ニチエン」は、日テレイベンツの前身会社である日本テレビエンタープライズの略から来ている。

## 主な所属タレント

### アナウンサー・キャスター
日テレ系列なので、基本的に系列局出身者のマネジメントを中心とする。これはテレビ朝日アスクの“アスクマネージメント”と同様。元職種記載無き場合はアナウンサー身分で在籍。

#### NNN・NNS系列
- 石河茉美（元山梨放送）
- 小倉淳（元日本テレビ）※公式サイトでは所属扱いであるが、小倉個人サイトには個人事務所所属でニチエンとは業務提携扱いの記載
- 加藤多佳子（元日本テレビイベントコンパニオン）
- 金本美紀（一時J-WAVEなどに派遣。元山形放送）
- 川合千里（元NHK静岡放送局キャスター、元静岡第一テレビ）
- 近藤麻智子（元札幌テレビ放送、元新潟総合テレビ）
- 笹岡樹里（元四国放送）
- 鹿内美沙（元中京テレビ放送）
- 竹内義貴（一時長崎国際テレビに派遣）
- 田島祐子（元テレビ新潟）
- 塚田舞（元鹿児島読売テレビ）
- 角田智美（元東海ラジオ放送、元テレビ新潟）
- 野口恵（元西日本放送、元東京ヴェルディ1969職員）
- 北條愁子（元テレビ金沢ほか）

#### その他の系列
- 氏田朋子（元CBC）
- 尾﨑大晟 (元テレビ高知)
- 草野真梨子（元さくらんぼテレビ。しばらくキャスト・プラスに在籍したのち復帰）
- 小山瑶（元テレビユー山形）
- 坂木萌子（元さくらんぼテレビ）
- 佐藤由季
- 菅久瑛麻（元チューリップテレビ）
- 泉水はる佳（元中国放送）
- 曽宮一恵（元仙台放送、元ブルームバーグテレビジョン）
- 田畑智佳子（元NHK京都放送局・元TOKYO MXキャスター）
- 望月麗奈（元信越放送）
- 山田幸美（元広島ホームテレビほか）

### 協力アナウンサー
正式には他の事務所の所属であるが、NNS系列局などでの仕事面でサポートを行う者として公式サイトで紹介されているアナウンサー。
- 阿出川浩之
- 阿部智帆（元読売巨人軍「チームヴィーナス」）
- 大重麻衣（元広島ホームテレビ） - F.D.K.所属
- 桐田咲智代（元札幌テレビ）
- 関谷亜矢子（元日本テレビ）
- 染谷恵二（元RFラジオ日本） - 個人事務所「アナウンスプロダクション染谷」を開設
- 名倉由桂（元NHK大津放送局キャスター）
- 峰剛一（元テレビ新潟）- 制作会社「オールアウト」所属

### 文化人
- 田原総一朗
- 土屋敏男（元日本テレビプロデューサー）
- 寺門和夫（科学ジャーナリスト）
- 橋本五郎（読売新聞特別編集委員）
- 旗本由紀子（元山形放送、アナウンサーカテゴリーから異動）
- 増井麻里子（経済アナリスト）

### タレント・歌手その他
- 近藤未来
- 千葉一磨
- 吉田翔
- 伊藤未希
- 内田愛
- 春日香音
- テツandトモ
- 中村萌子
- ニックス
- 斧口智彦
- 布施曜子
- 栗原夕梨花
- 水野駿太朗
- 小俣絵里佳
- 高橋宏治
- 熊谷真里
- 早乙女わかば
- 篠塚登紀子

## 過去の所属タレント・キャスター
- 青柳嘉代（元東日本放送）
- 浅井みどり（元熊本放送キャスター、元テレビ信州及び熊本県民テレビ）
- 浅野史郎（元宮城県知事、現慶應義塾大学教授） - 『真相報道 バンキシャ!』『ウェークアップ!ぷらす』などに出演。
- 石垣英輔（在籍時に長崎国際テレビに派遣、現：テレビ山梨アナウンサー）
- 石川牧子（元日本テレビ）
- 五十嵐希
- 生駒夕紀子（元東北放送）
- 稲葉哲也
- 内田未来
- 大滝奈穂（元広島テレビ）
- 小野木梨衣（元石川テレビ）
- 金谷有希子（元NHK京都放送局キャスター）
- 川畑一志（現：日本テレビアナウンサー）
- 菅家ゆかり（元日本テレビ）
- 桐野亜希子（現・落語家「三遊亭あら馬」）
- 倉林知子（元さくらんぼテレビ）
- 後藤明日香（元秋田朝日放送）
- 後藤友香里
- 小林あや（元NHK徳島放送局キャスター）
- 佐藤拓也
- 佐藤有希（元NHK青森放送局キャスター及び佐渡市ケーブルテレビ、現：秋田放送）
- 杉江奏子（元テレビ信州）
- 髙須啓睦（元御前崎ケーブルテレビアナウンサー・元NHK松山放送局キャスター、現：スペースクラフト所属）
- 谷友紀子（元NHK岡山放送局キャスター及びテレビ長崎）
- 田原総一朗（ジャーナリスト、元東京12チャンネルディレクター）※業務提携先をブルーミングエージェンシーに移籍
- 玉利かおる（元セント・フォース）
- 塚田文（松竹芸能所属、元生島企画室所属、元山口放送）
- 梨元勝
- 永田真子
- 名和文恵
- 野崎千華（元南日本放送）
- 長谷川洋子（元NHK名古屋放送局キャスター）
- 羽場万利子（元福井放送）
- 藤村幸司（元長崎国際テレビ）
- 藤原奈々
- 二木ちやこ
- 松本志のぶ（元日本テレビ）
- 森きく子（元静岡第一テレビ。現在は「日テレ学院」副院長職の形で残る）
- 森山一葉（元日本海テレビ、現：GEM）[1]
- 山本舞衣子（元日本テレビ、アミューズに移籍）
- 山本ゆうじ
- 楊逸（小説家）
- 吉川すみ（元NHK静岡放送局キャスター、1999年（平成11年）度準ミス日本）
- 義山望（ラジオ日本、元四国放送 - MC企画からの派遣、元TVQ九州放送、当社所属後2012年3月まで宮城テレビ放送に派遣）
- 杉山優奈
- 水本凜
- 細川珠生（政治ジャーナリスト）
- くがことみ